# Juegos Mundiales de 2005
Los Juegos Mundiales de 2005 fueron la séptima edición de los Juegos Mundiales, tuvieron su sede en Duisburgo, Alemania, con lo cual este país fue el primero del mundo en recibir el evento dos veces, esto después de haber organizado la tercera edición en Karlsruhe en 1989. 
Además de la ciudad principal, otras tres localidades: Bottrop, Mülheim an der Ruhr y Oberhausen, también recibieron eventos.
Con 93 naciones y 3,149 atletas participantes, esta edición fue la más grande hasta ese momento.
- Datos: Q682986
- Multimedia: World Games 2005 / Q682986